# 寇铁
寇铁（1950年4月—），黑龙江省安达市人。男，汉族。1968年3月入伍，中国共产党党员。中国人民解放军国防大学作战指挥专业毕业。
早年在野战部队历任排长，参谋，副科长，科长，装甲兵处长。后在沈阳军区第40集团军先后任机械化师副师长，摩步师师长、坦克5师师长。1996年，任第40集团军参谋长。2002年1月，由第40集团军副军长升任同属沈阳军区的第23集团军军长，他是这支集团军的第14任军长，也是最后一任。2003年11月，第23集团军番号被撤销，调任黑龙江省军区司令员，之后担任此职长达七年时间。2010年，年龄到线退休。
1998年7月，晋升少将军衔。
2008年，当选第十一届全国人民代表大会解放军代表。
2014年11月，因涉嫌严重违纪，中央军委纪委对其立案调查。2015年5月，被移送军事检察机关依法处理。